# Memoriał Ryszarda Nieścieruka 1997

## III Memoriał im. Ryszarda Nieścieruka – Pożegnanie Tommy’ego Knudsena
Zawody były jednocześnie turniejem pożegnalnym Tommy’ego Knudsena, lidera Sparty Wrocław, który po sezonie 1997 zakończył karierę żużlową. Końcówka sezonu nie była przy ul. Mickiewicza wesoła i działaczom nie starczyło już weny, by poświęcić "Wielkiemu Magowi" osobne zawody. W turnieju pożegnalnym triumfował "Team Tony’ego Rickardssona", zaś w mini-turnieju memoriałowym zwyciężył Hans Nielsen.
| Wyniki - 18 października 1997 r. (sobota), Stadion Olimpijski (Wrocław). Sędzia – Marek Smyła. - NCD: 67,8 sek. – Tony Rickardsson w wyścigu 3. i Tommy Knudsen w wyścigu 8. \| Msc \| \| Drużyna / Zawodnik \| Biegi \| Punkty \| \| --- \| ------------------------------------------------------------------------------------------------------------------- \| --------------------------------------------- \| -------------------------- \| ------ \| \| 1 \| \| Team Tony’ego Rickardssona \| Team Tony’ego Rickardssona \| 27 \| \| 1 \| (9) Tony Rickardsson (10) Tomasz Bajerski (11) Roman Jankowski (12) Rinat Mardanszin (19) Mariusz Węgrzyk \| (3,3,2,3) (2,2,3,3) (1,1,1,3) (d,0,0,0) - \| 11 10 6 0 (ns) \| \| \| 2 \| \| Team Henrika Gustafssona \| Team Henrika Gustafssona \| 26 \| \| 2 \| (13) Henrik Gustafsson (14) Piotr Protasiewicz (15) Sebastian Ułamek (16) Wojciech Załuski (20) Bartłomiej Bardecki \| (3,2,2,0) (3,2,-,-) (1,1,1,2) (1,1,2,2) (3,0) \| 7 5 6 3 \| \| \| 3 \| \| Team Tommy Knudsena \| Team Tommy Knudsena \| 23 \| \| 3 \| (1) Tommy Knudsen (2) Dariusz Śledź (3) Bjarne Pedersen (4) Waldemar Szuba (17) Zbigniew Lech \| (3,3,3,2) (2,3,0,2) (0,0,-,1) (1,2,0,1) (0) \| 11 7 1 4 0 \| \| \| 4 \| \| Team Hansa Nielsena \| Team Hansa Nielsena \| 20 \| \| 4 \| (5) Hans Nielsen (6) Rafał Dobrucki (7) Charlie Gjedde (8) Adam Łabędzki (18) Rafał Haj \| (2,3,3,1) (2,0,2,1) (0,1,1,u) (0,u,1,3) - \| 9 5 2 4 (ns) \| \| | |                                               |                            |        |
| Msc | | Drużyna / Zawodnik                            | Biegi                      | Punkty |
| 1 | | Team Tony’ego Rickardssona                    | Team Tony’ego Rickardssona | 27     |
| 1 | (9) Tony Rickardsson (10) Tomasz Bajerski (11) Roman Jankowski (12) Rinat Mardanszin (19) Mariusz Węgrzyk           | (3,3,2,3) (2,2,3,3) (1,1,1,3) (d,0,0,0) -     | 11 10 6 0 (ns)             |        |
| 2 | | Team Henrika Gustafssona                      | Team Henrika Gustafssona   | 26     |
| 2 | (13) Henrik Gustafsson (14) Piotr Protasiewicz (15) Sebastian Ułamek (16) Wojciech Załuski (20) Bartłomiej Bardecki | (3,2,2,0) (3,2,-,-) (1,1,1,2) (1,1,2,2) (3,0) | 7 5 6 3                    |        |
| 3 | | Team Tommy Knudsena                           | Team Tommy Knudsena        | 23     |
| 3 | (1) Tommy Knudsen (2) Dariusz Śledź (3) Bjarne Pedersen (4) Waldemar Szuba (17) Zbigniew Lech                       | (3,3,3,2) (2,3,0,2) (0,0,-,1) (1,2,0,1) (0)   | 11 7 1 4 0                 |        |
| 4 | | Team Hansa Nielsena                           | Team Hansa Nielsena        | 20     |
| 4 | (5) Hans Nielsen (6) Rafał Dobrucki (7) Charlie Gjedde (8) Adam Łabędzki (18) Rafał Haj                             | (2,3,3,1) (2,0,2,1) (0,1,1,u) (0,u,1,3) -     | 9 5 2 4 (ns)               |        |

Wyścig po wyścigu
1. (69,9) Protasiewicz, Nielsen, Szuba, Mardanszin (d3) (1:2:0:3)
2. (69,5) Gustafsson, Dobrucki, Jankowski, Pedersen (1:4:1:6)
3. (67,8) Rickardsson, Śledź, Ułamek, Łabędzki (3:4:4:7)
4. (68,6) Knudsen, Bajerski, Załuski, Gjedde (6:4:6:8)
5. (68,5) Rickardsson, Szuba, Załuski, Dobrucki (8:4:9:9)
6. (68,6) Nielsen, Bajerski, Ułamek, Pedersen (8:7:11:10)
7. (68,5) Śledź, Gustafsson, Gjedde, Mardanszin (11:8:11:12)
8. (67,8) Knudsen, Protasiewicz, Jankowski, Łabędzki (u4) (14:8:12:14)
9. (68,2)  Bajerski, Gustafsson, Łabędzki, Szuba (14:9:15:16)
10. (69,2) Bardecki, Rickardsson, Gjedde, Lech (14:10:17:19)
11. (68,1) Nielsen, Załuski, Jankowski, Śledź (14:13:18:21)
12. (69,2) Knudsen, Dobrucki, Ułamek, Mardanszin (17:15:18:22)
13. (69,6) Łabędzki, Załuski, Pedersen, Mardanszin (18:18:18:24)
14. (69,6) Jankowski, Ułamek, Szuba, Gjedde (u3) (19:18:21:26)
15. (69,3) Bajerski, Śledź, Dobrucki, Bardecki (21:19:24:26)
16. (68,2) Rickardsson, Knudsen, Nielsen, Gustafsson (23:20:27:26)

## III Memoriał Ryszarda Nieścieruka
Półfinały
(68,7) Knudsen, Rickardsson, Załuski, Dobrucki (d4)
(68,8) Nielsen, Gustafsson, Bajerski, Śledź
Finał – wyścig memoriałowy
(67,6) Nielsen, Rickardsson, Knudsen, Gustafsson